# Черчилл (река, впадает в Атлантический океан)
Че́рчилл (англ. Churchill, инну Mishtashipu (Большая река)) — река, протекающая по полуострову Лабрадор провинции Канады Ньюфаундленд и Лабрадор, принадлежит бассейну рек Атлантического океана. Река называлась Га́мильтон до 1965 года.
Длина реки — 856 км. Средний расход воды — 1620 м³/с. Высота истока — 1550 м над уровнем моря.

## Описание
Первый европеец, который исследовал реку в 1839 году, был представитель Компании Гудзонова залива Д. Маклин. Маклин назвал реку Гамильтон в честь Чарльза Гамильтона, бывшего в то время губернатором британской колонии Лабрадор. Река и одноименный водопад были также известны под именем «Большой реки» и «Большого водопада» (англ. "Grand River", "Grand Falls"), что было переводом индейских названий. В 1965 реке и водопаду были присвоены их современные названия в честь британского премьер-министра У. Черчилля середины XX века. Решение о переименовании реки и водопада было принято премьером территории Ньюфаундленд и Лабрадор Д. Р. Смолвудом.
Общее падение реки составляет 1500 м, участок длиной 25,4 км, где находится водопад Черчилл, имеет общее падение 316 м, высота самого водопада 75 м. Река обладает значительным гидропотенциалом, который активно используется. Водопад Черчилл после 1970 осушен, вместо него установлена деривационная ГЭС Черчилл-Фолс, которая является крупнейшей гидроэлектростанцией в Северной Америке по выработке электричества. Исток реки скрыт в водохранилище Смолвуд этой ГЭС. Также планируется развитие этого гидроузла и строительство других гидроэлектростанций